# Pierre Bazzo
Pierre Bazzo (Borg, Gironda, 17 de enero de 1954) fue un ciclista francés, que fue profesional entre 1976 y 1985. Su victoria más importante fue al GP Ouest France-Plouay de 1983.
Fue compañero junto con Lucien van Impe y Joop Zoetemelk.

## Palmarés
- 1976
  - Vencedor de una etapa del Tour del Porvenir
- 1979
  - 1.º en el Gran Premio de Mauléon-Moulins
- 1980
  - Vencedor de una etapa de la París-Niza
- 1982
  - 1.º en los Boucles de Flandes
  - 1.º en el Gran Premio de Mauléon-Moulins
  - Vencedor de una etapa de la París-Niza
- 1983
  - 1.º en el GP Ouest France-Plouay
  - 1.º en el Tour de Vendée
  - 1.º en el Gran Premio de Mauléon-Moulins
- 1984
  - 1.º en el Gran Premio de Plumelec
- 1985
  - Vencedor de una etapa del Critérium del Dauphiné

## Resultados al Tour de Francia
- 1977. Abandona (10.ª etapa)
- 1978. 21.º de la clasificación general
- 1979. 33.º de la clasificación general
- 1980. 9.º de la clasificación general
- 1981. 31.º de la clasificación general
- 1982. 39.º de la clasificación general
- 1983. 21.º de la clasificación general
- 1984. Abandona (11a etapa)
- 1985. 21.º de la clasificación general

## Resultados a la Vuelta en España
- 1985. 21.º de la clasificación general